# Moureuille
Moureuille – miejscowość i gmina we Francji, w regionie Owernia-Rodan-Alpy, w departamencie Puy-de-Dôme.
Według danych na rok 1990 gminę zamieszkiwało 277 osób, a gęstość zaludnienia wynosiła 16 osób/km² (wśród 1310 gmin Owernii Moureuille plasuje się na 577. miejscu pod względem liczby ludności, natomiast pod względem powierzchni na miejscu 545.).